# Jättesothöna
Jättesothöna (Fulica gigantea) är en fågel i familjen rallar inom ordningen tran- och rallfåglar.

## Utbredning och systematik
Fågeln förekommer i Anderna från södra Peru till norra Chile och nordvästra Argentina. Den behandlas som monotypisk, det vill säga att den inte delas in i några underarter.

## Status
Arten har ett stort utbredningsområde och beståndet anses stabilt. Internationella naturvårdsunionen IUCN listar den därför som livskraftig (LC). Världspopulationen uppskattas till mellan 10 000 och 100 000 individer.

## Bilder

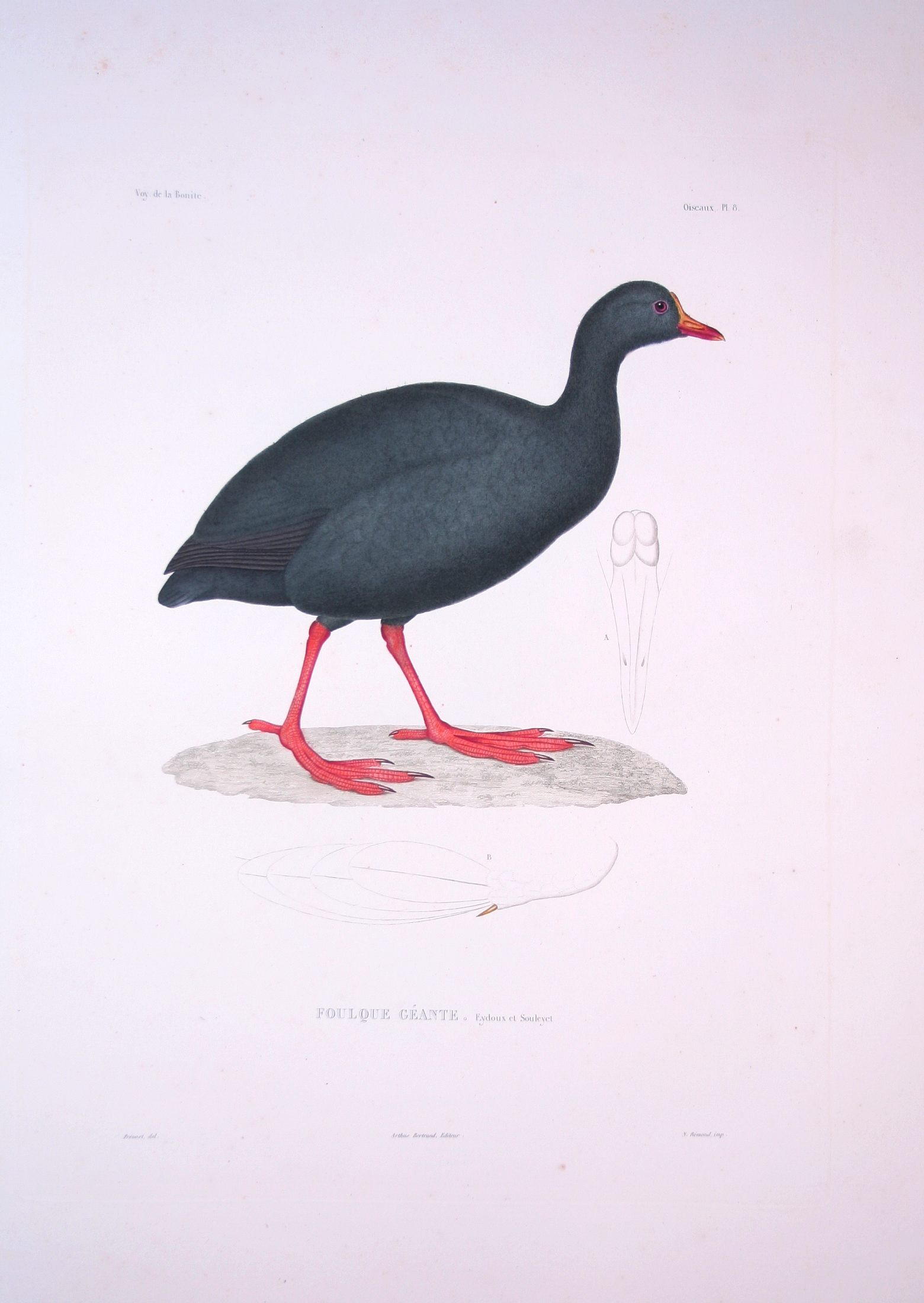
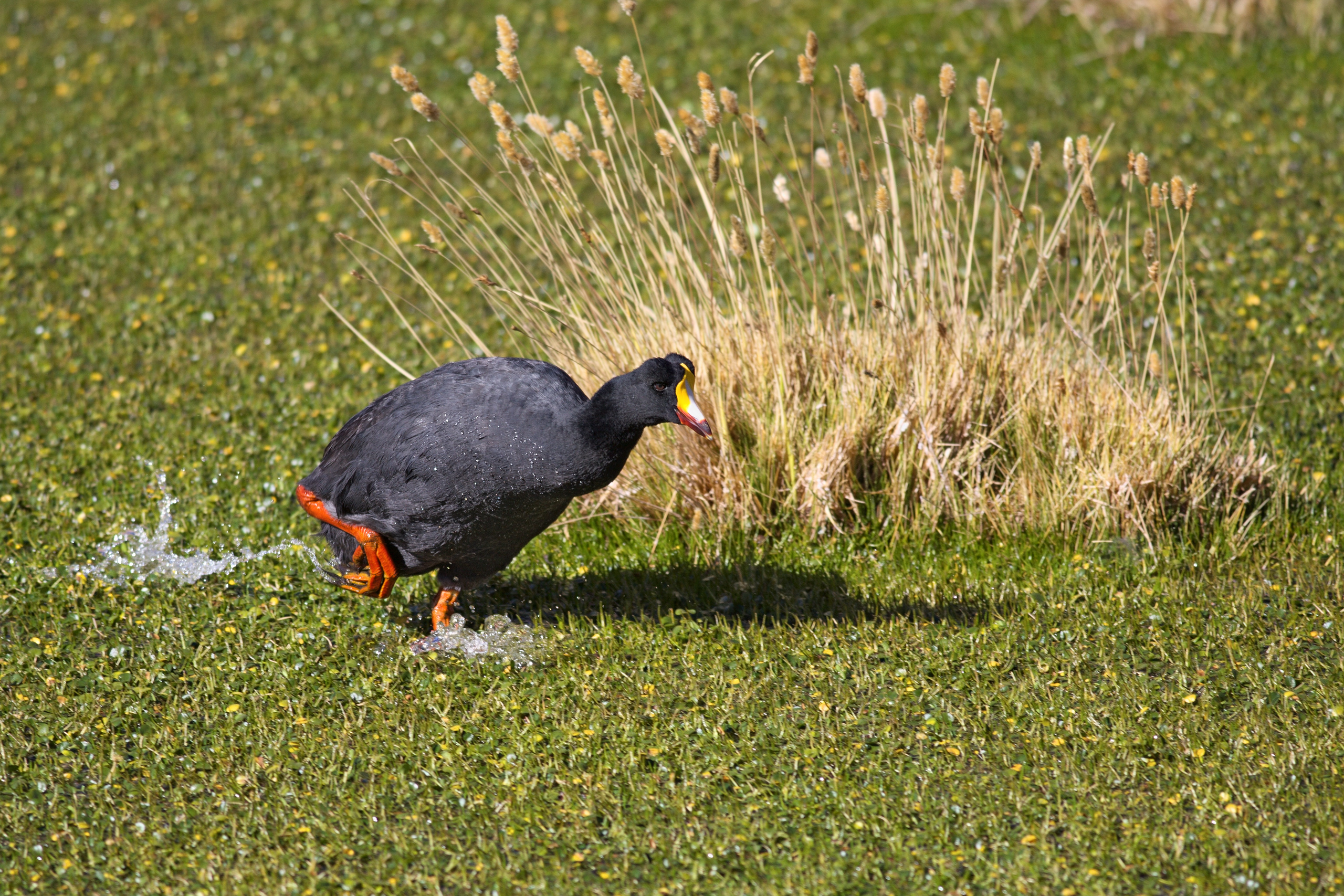